# Pseudacris ocularis
Pseudacris ocularis är en groddjursart som först beskrevs av Bosc, Daudin in Sonnini de Manoncourt och Pierre André Latreille 1801.  Pseudacris ocularis ingår i släktet Pseudacris och familjen lövgrodor. IUCN kategoriserar arten globalt som livskraftig. Inga underarter finns listade i Catalogue of Life.